# Duninia grodnitskyi
Espèce
Duninia grodnitskyi est une espèce d'araignées aranéomorphes de la famille des Hersiliidae.

## Distribution
Cette espèce est endémique de la province du Kurdistan en Iran.

## Description
La femelle holotype mesure 5,5 mm.

## Étymologie
Cette espèce est nommée en l'honneur de Dmitri L. Grodnitsky (1962–2018).

## Publication originale
- Zamani & Marusik, 2018 : A new species of hersiliid spiders (Aranei: Hersiliidae) from Iran. Euroasian Entomological Journal, vol. 17, no 4, p. 273-275.